# CCSTI di Grenoble
Il CCSTI di Grenoble, detto la Casemate (in lingua italiana il bunker), è un centro di cultura scientifica, tecnica e industriale (in lingua francese centre de culture scientifique, technique et industrielle] (CCSTI), sito in piazza Saint-Laurent a Grenoble, in Francia. La Casemate è anche un'associazione francese inquadrata con Legge 1901, presieduta da Patrice Senn e diretta da Laurent Chicoineau. Si tratta del primo CCSTI creato in Francia, il 6 luglio 1979.

## Storia
Il bunker è stato costruito negli anni quaranta dell'Ottocento nell'ambito della fortificazione della collina del forte della Bastiglia per volere del generale François Nicolas Benoît Haxo.
La Casemate fa parte del progetto "Inmediats" che ha ricevuto 30 milioni di euro di finanziamento per sviluppare delle soluzioni volte a promuovere la cultura scientifica tra i giovani e a spingerli verso la ricerca scientifica.. 
Nell'ambito del progetto "Inmediats", la Casemate ha lanciato un pure play d'informazione scientifica, Echosciences Grenoble.

## Reti e risorse
Il CCSTI di Grenoble è indicato per "Scienza, cultura e innovazione dal Ministero della Cultura francese (in lingua francese Ministère de l'Enseignement supérieur et de la Recherche).
La Casemate fa parte anche della rete Ecsite.
Il centro ospita un fab lab, laboratorio di creazione aperto al pubblico che permette di ideare e costruire oggetti bi e tridimensionali in diversi materiali.